# 瓦西里·杰缅捷伊
瓦西里·伊萬諾維奇·傑緬捷伊（1954年9月20日—）是一名白俄羅斯軍事人物，曾任白俄羅斯共和國國家安全委員會第一副首長。他被指在2010年白俄羅斯總統選舉後參與鎮壓示威行動而被列入歐盟黑名單及波羅的海三國的制裁名單。